# Kallibore Kaval, Belur
Kallibore Kaval là một làng thuộc tehsil Belur, huyện Hassan, bang Karnataka, Ấn Độ.